# Manuel do Nascimento da Fonseca Galvão
Manuel do Nascimento da Fonseca Galvão (Estância, 25 de dezembro de 1837 — Recife, 23 de fevereiro de 1916) foi um advogado e político brasileiro.

## Vida
Filho de José Antônio da Fonseca Galvão e Mariana Clementina de Vasconcelos Galvão, irmão de Rufino Enéias Gustavo Galvão (Barão de Maracaju) e de Antônio Enéias Gustavo Galvão (Barão de Rio Apa). Bacharelou-se  em direito pela Faculdade de Direito de São Paulo, em 1858.

## Carreira
Foi vice-presidente da província de Santa Catarina, nomeado por carta imperial de 20 de outubro de 1869, tendo exercido a presidência interinamente por três vezes, de 22 de novembro de 1869 a 3 de janeiro de 1870, de 10 a 11 de abril de 1870, e de 13 de novembro de 1872 a 27 de janeiro de 1873. Foi também presidente da província de Sergipe, nomeado em 28 de dezembro de 1872, de 8 de março a 11 de novembro de 1873.
Foi deputado à Assembléia Geral do Império pela província de Santa Catarina na 14ª legislatura, de 1869 a 1872, na 15ª legislatura, de 1873 a 1875.
Foi deputado à Assembleia Legislativa Provincial de Santa Catarina na 18ª legislatura (1870 — 1871).
Escreveu "Notas Geográficas e Históricas sobre Laguna", 1871.